# 蓬萊島雜誌案
蓬萊島雜誌案，或稱為蓬萊島事件，是1984年發生在台灣的一起案件。此案中時任台北市議員的陳水扁（後於2000年至2008年間就任中華民國總統）等人因诽谤罪入狱。

## 蓬萊島雜誌

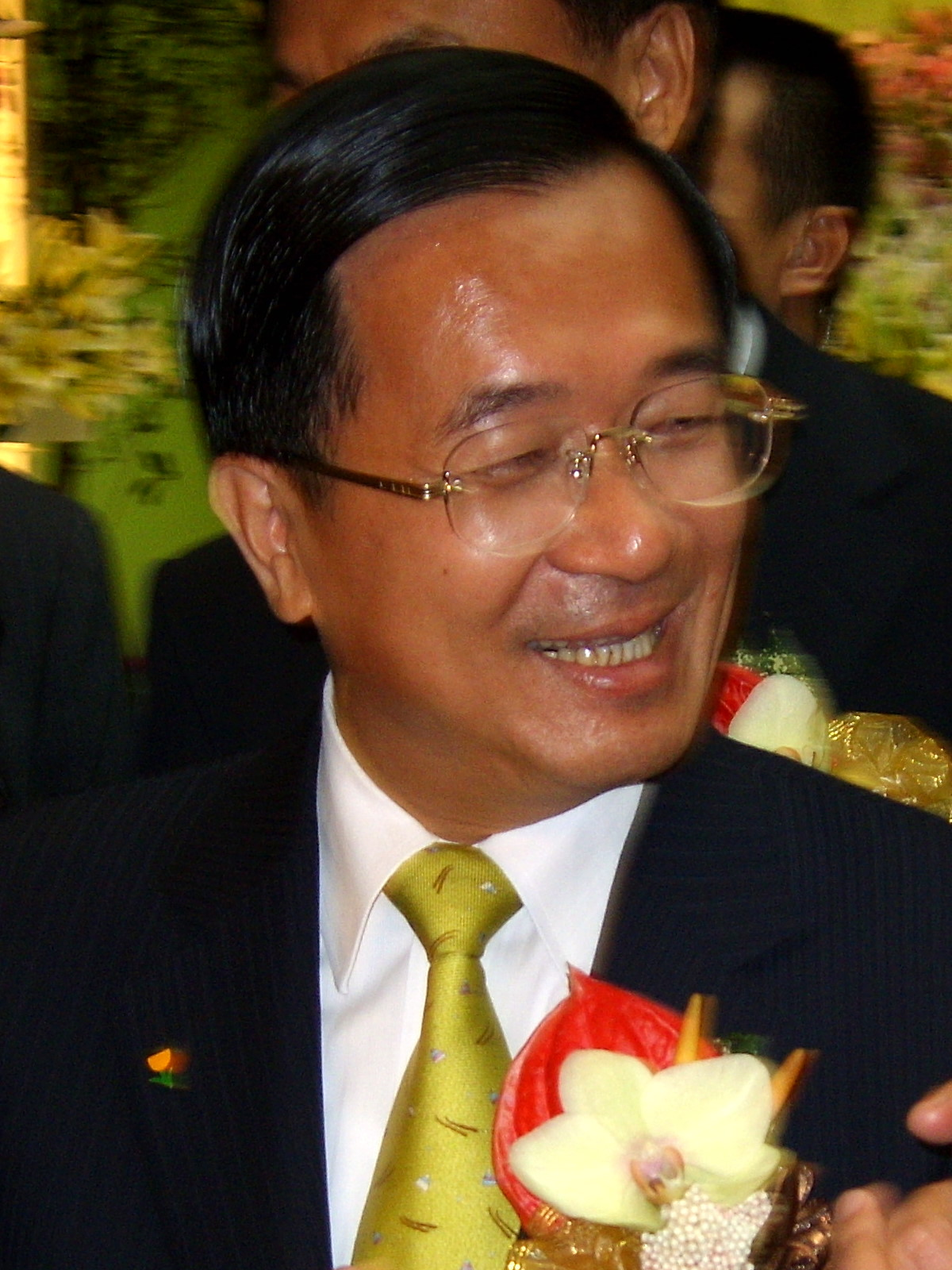
蓬萊島雜誌社長陳水扁律師

1979年《蓬萊島雜誌》創辦人之一的黃信介因美麗島事件入獄，黃信介的弟弟黃天福结识美麗島事件的辩护律师、負責為黃信介辯護的陳水扁。1981年，陳水扁当选台北市議員。1984年陳水扁担任黃信介、黃天福所创办的《蓬萊島雜誌》社長。

## 诉讼
1984年6月19日出刊的《蓬萊島週刊》第2期上有一篇批评東海大學校长梅可望的文章〈梅可望當家，東海沒可望〉，其中談及東海大學哲學研究所所長，且謂時任總統蔣經國的英文秘書馮滬祥的論文《新馬克思主義批判》「以翻譯代替著作」。馮滬祥状告蓬萊島雜誌誹謗，被称为“七字官司”。
北美洲臺灣人教授協會（NATPA）為此於1985年2月成立「馮著評鑑委員會」，由林宗光、張旭成、張富美、蕭聖鐵、蕭欣義、林天民和田弘茂等七名教授組成，花了四個月時間，針對馮滬祥的論文進行比對，在兩百多頁的「馮著『新馬克斯主義批判』評鑑報告」中詳細指出馮著裡何處抄自哪一本書的什麼地方而未註明等等，表示《蓬萊島雜誌》的報導與事實並無太大出入。但是此一見解並不為法官所採。
陳水扁后来说馮滬祥告诉是因为在1984年10月17日，时任中國國民黨文化工作委員會（文工會）主任的宋楚瑜在一次“现阶段加强文化审检措施座谈会”中“鼓励非公职人员当打手，提出告诉。” 當時幫陳水扁辯護的辩护律师是蘇貞昌。

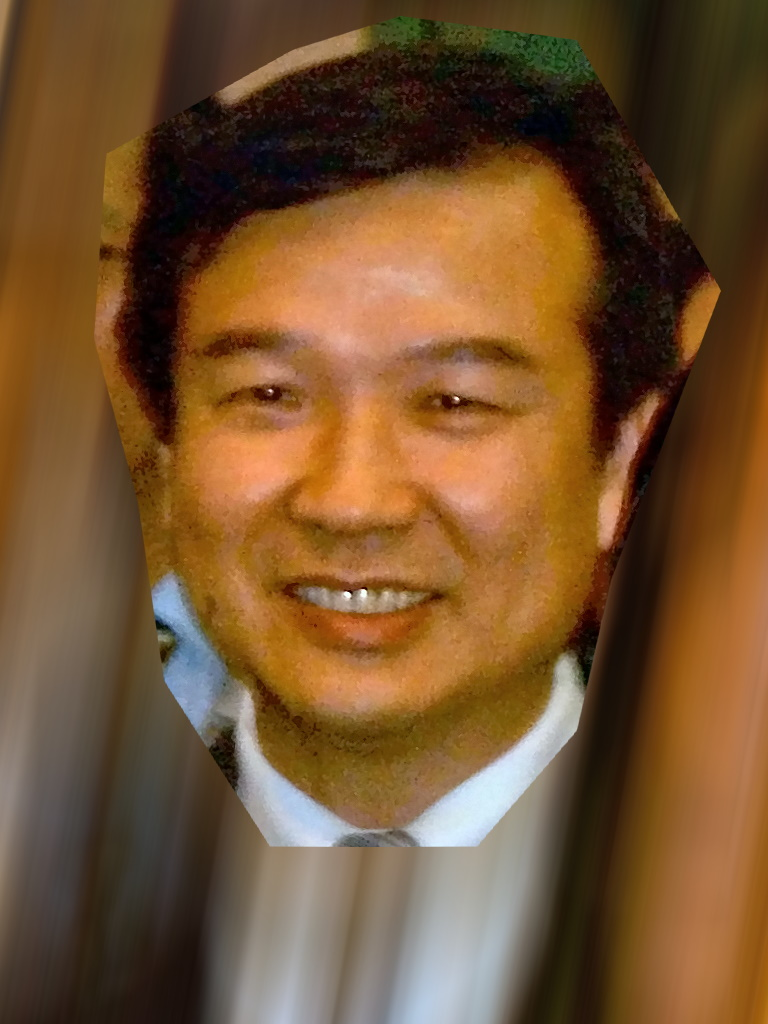
蓬萊島雜誌總編輯李逸洋（時任台北市議員，后曾任中華民國內政部部長，2006年 - 2008年）

1985年1月，雜誌社發行人黃天福，社長陳水扁及總編輯李逸洋初審被判一年有期徒刑，並賠款二百萬元新台币。三人被称为“蓬萊島三君子”。陳水扁宣布辞去台北市议员职务。9月，陳水扁获得党外共同推荐，参加台南縣縣長选举。11月选举失败，其夫人吳淑珍在投票日後第二天11月18日谢票过程中發生車禍，導致下半身癱瘓。1986年6月「蓬萊島案」官司上诉后改判黃天福、陳水扁、李逸洋三人各八個月徒刑，三人入獄服刑。在陳水扁等人服刑期间，民进党成立，吳淑珍競選立法委員获胜。1987年2月，陳水扁出狱担任吳淑珍的特别助理。

## 后续
此案被一部分人解读为普通诽谤刑事案件，同时被另一部分人解读为文字獄政治迫害事件。
2007年6月22日，陳水扁说“我就是為了蓬萊島案，我辦雜誌去批評，所以阿扁就是那時候，沒有新聞自由（入獄），我是一個受害者。”
2003年，宋楚瑜指控陳水扁沒有資格在美國領取人權獎，因為陳水扁是誹謗他人而入獄，並不是為人權奮鬥而入獄。这种说法被支持陳的人士反驳，说擔任中國國民黨文化工作委員會主任的宋当年就是前線指揮與執行的加害者之一。
2008年，陳水扁因涉嫌贪渎被羁押，还有报導将该事与蓬萊島雜誌案对比。蓬萊島雜誌案原告馮滬祥表示“蓬萊島雜誌案和美麗島事件案，完全是兩回事，當初他（蓬萊島雜誌案）明明是一個單純的刑事誹謗案，他（陳水扁）卻把他扭曲成是政治事件，現在他（陳水扁）明明是明顯的涉及貪污案，也把它（該贪渎案）扭曲成政治事件。”。

## 復刊
2009年9月10日，《蓬萊島雜誌》正式復刊。但在此之前網站名稱“蓬萊島雜誌.net”已经被中國一个网站搶先註冊，被一些媒体称为“山寨版”。